# Tour de France 2014/9. Etappe
Die 9. Etappe der Tour de France 2014 fand am 13. Juli 2014 statt und führte von Gérardmer über 170 km nach Mülhausen. Im Verlauf der Etappe gab es einen Zwischensprint nach 105 km sowie eine Bergwertung der ersten Kategorie, zwei Wertungen der zweiten und drei Wertungen der dritten Kategorie. Damit zählte die Etappe als Mittelgebirgsetappe, es gingen 184 Fahrer an den Start.

## Rennverlauf

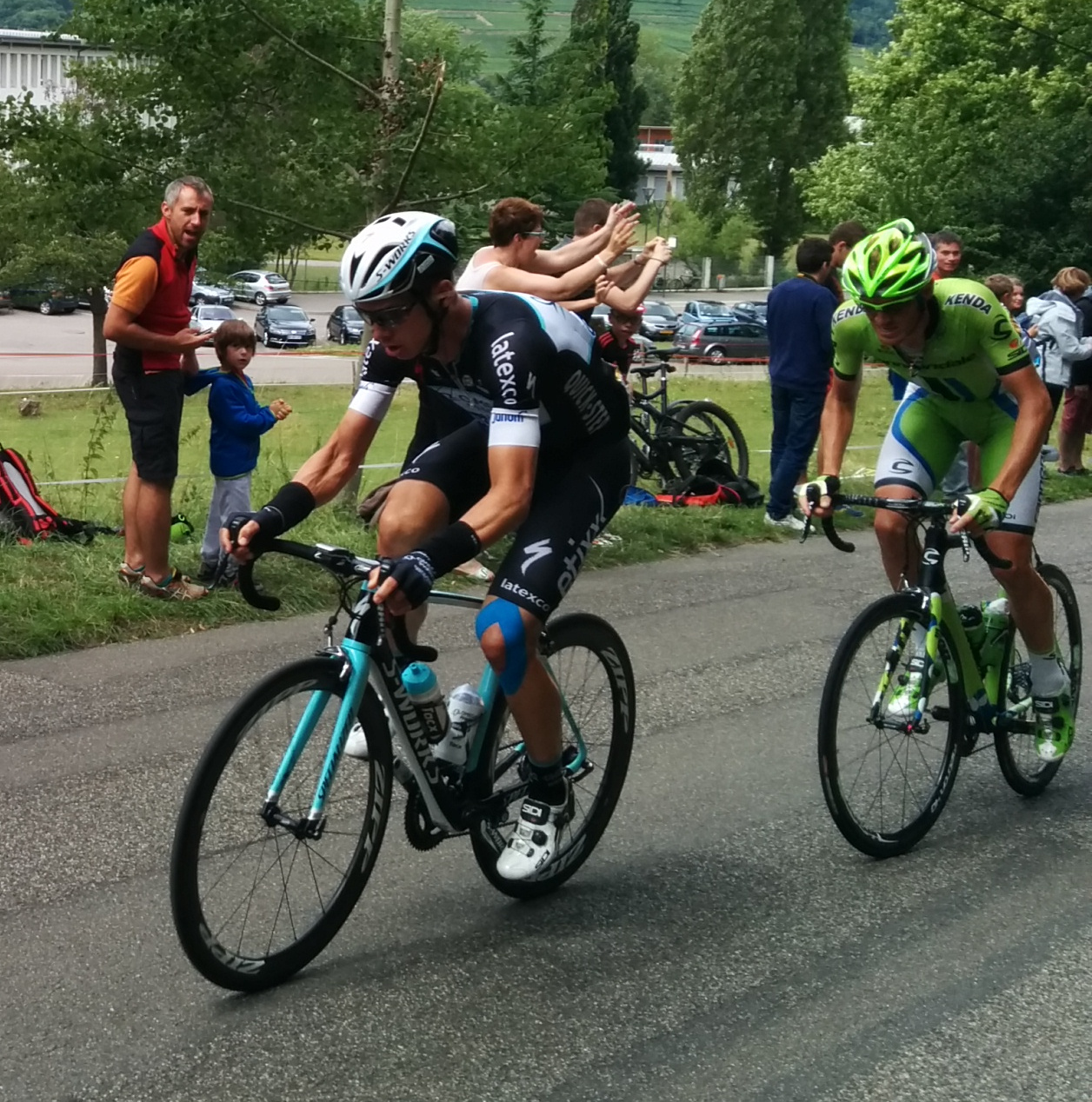
Tony Martin und Alessandro De Marchi am Fuße des Côte des Cinq Châteaux

Bereits 15 Kilometer nach dem Start setzten sich Tony Martin und Alessandro De Marchi vom Feld ab. Nachdem sie etwa 40 Sekunden herausgefahren hatten, bildete sich am Aufstieg zum Col du Wettstein eine 28-köpfige Verfolgergruppe. Dieser Gruppe gehörte kein Anwärter auf den Gesamtsieg an. Der Franzose Tony Gallopin war von ihnen als Elfter und dreieinhalb Minuten Rückstand der Beste im Gesamtklassement. Die Verfolger konnten die Lücke zu den beiden Führenden nicht schließen, vergrößerten aber stetig den Vorsprung zum Hauptfeld. 59 km vor dem Ziel, am Aufstieg zum Le Markstein, setzte sich Martin von De Marchi ab und startete eine Alleinfahrt zum Ziel. Die Attacke war erfolgreich und Martin gewann seine insgesamt dritte Tour-Etappe (nach zwei Siegen im Einzelzeitfahren 2011 und 2013) mit 2:45 Minuten Vorsprung vor den Verfolgern. Das Hauptfeld erreicht das Ziel mit 7:46 Minuten Rückstand. Durch den deutlichen Vorsprung holte sich Tony Gallopin das Gelbe Trikot von Vincenzo Nibali, der es somit nach sieben Tagen abgeben musste. Tony Martin erkämpfte sich zusätzlich zum Tagessieg auch das Gepunktete Trikot.

## Aufgaben
- Egoitz García (COF): Aufgabe während der Etappe

## Punktewertungen
| Zwischensprint in Linthal nach 105,0 km auf 430 m |             |                            |         |
| 1.                                                | Deutschland | Tony Martin (OPQ)          | 20 Pkt. |
| 2.                                                | Italien     | Alessandro De Marchi (CAN) | 17 Pkt. |
| 3.                                                | Frankreich  | Alexandre Pichot (EUC)     | 15 Pkt. |
| 4.                                                | Frankreich  | Perrig Quéméneur (EUC)     | 13 Pkt. |
| 5.                                                | Italien     | Matteo Montaguti (ALM)     | 11 Pkt. |
| 6.                                                | Frankreich  | Mickaël Chérel (ALM)       | 10 Pkt. |
| 7.                                                | Frankreich  | Pierre Rolland (EUC)       | 9 Pkt.  |
| 8.                                                | Frankreich  | Cyril Gautier (EUC)        | 8 Pkt.  |
| 9.                                                | Frankreich  | Nicolas Edet (COF)         | 7 Pkt.  |
| 10.                                               | Niederlande | Tom Dumoulin (GIA)         | 6 Pkt.  |
| 11.                                               | Belgien     | Greg Van Avermaet (BMC)    | 5 Pkt.  |
| 12.                                               | Kanada      | Christian Meier (OGE)      | 4 Pkt.  |
| 13.                                               | Spanien     | Daniel Navarro (COF)       | 3 Pkt.  |
| 14.                                               | Slowenien   | Kristijan Koren (CAN)      | 2 Pkt.  |
| 15.                                               | Frankreich  | Tony Gallopin (LTB)        | 1 Pkt.  |

| Etappenziel in Mülhausen nach 170,0 km auf 237 m |             |                              |         |
| 1.                                               | Deutschland | Tony Martin (OPQ)            | 30 Pkt. |
| 2.                                               | Schweiz     | Fabian Cancellara (TFR)      | 25 Pkt. |
| 3.                                               | Belgien     | Greg Van Avermaet (BMC)      | 22 Pkt. |
| 4.                                               | Niederlande | Tom Dumoulin (GIA)           | 19 Pkt. |
| 5.                                               | Italien     | Matteo Montaguti (ALM)       | 17 Pkt. |
| 6.                                               | Spanien     | José Joaquín Rojas Gil (MOV) | 15 Pkt. |
| 7.                                               | Niederlande | Steven Kruijswijk (BEL)      | 13 Pkt. |
| 8.                                               | Frankreich  | Mickaël Chérel (ALM)         | 11 Pkt. |
| 9.                                               | Frankreich  | Brice Feillu (BSE)           | 9 Pkt.  |
| 10.                                              | Portugal    | Tiago Machado (TNE)          | 7 Pkt.  |
| 11.                                              | Italien     | Alessandro De Marchi (CAN)   | 6 Pkt.  |
| 12.                                              | Spanien     | Daniel Navarro (COF)         | 5 Pkt.  |
| 13.                                              | Spanien     | Rafael Valls (LAM)           | 4 Pkt.  |
| 14.                                              | Frankreich  | Cyril Gautier (EUC)          | 3 Pkt.  |
| 15.                                              | Portugal    | Sergio Paulinho (TCS)        | 2 Pkt.  |

## Bergwertungen
| Col de la Schlucht Kategorie 2 nach 11,5 km auf 1140 m 8,6 km bei 4,5 % |             |                         |        |
| 1.                                                                      | Frankreich  | Thomas Voeckler (EUC)   | 5 Pkt. |
| 2.                                                                      | Frankreich  | Nicolas Edet (COF)      | 3 Pkt. |
| 3.                                                                      | Spanien     | Joaquim Rodríguez (KAT) | 2 Pkt. |
| 4.                                                                      | Niederlande | Tom Dumoulin (GIA)      | 1 Pkt. |

| Col du Wettstein Kategorie 3 nach 41,0 km auf 880 m 7,7 km bei 4,1 % |             |                            |        |
| 1.                                                                   | Italien     | Alessandro De Marchi (CAN) | 2 Pkt. |
| 2.                                                                   | Deutschland | Tony Martin (OPQ)          | 1 Pkt. |

| Cinq Châteaux Kategorie 3 nach 70,0 km auf 560 m 4,5 km bei 6,1 % |             |                            |        |
| 1.                                                                | Italien     | Alessandro De Marchi (CAN) | 2 Pkt. |
| 2.                                                                | Deutschland | Tony Martin (OPQ)          | 1 Pkt. |

| Gueberschwihr Kategorie 2 nach 86,0 km auf 559 m 4,1 km bei 7,9 % |             |                            |        |
| 1.                                                                | Italien     | Alessandro De Marchi (CAN) | 5 Pkt. |
| 2.                                                                | Deutschland | Tony Martin (OPQ)          | 3 Pkt. |
| 3.                                                                | Spanien     | Joaquim Rodríguez (KAT)    | 2 Pkt. |
| 4.                                                                | Frankreich  | Nicolas Edet (COF)         | 1 Pkt. |

| Le Markstein Kategorie 1 nach 120,0 km auf 1183 m 10,8 km bei 5,4 % |             |                            |         |
| 1.                                                                  | Deutschland | Tony Martin (OPQ)          | 10 Pkt. |
| 2.                                                                  | Italien     | Alessandro De Marchi (CAN) | 8 Pkt.  |
| 3.                                                                  | Spanien     | Joaquim Rodríguez (KAT)    | 6 Pkt.  |
| 4.                                                                  | Frankreich  | Nicolas Edet (COF)         | 4 Pkt.  |
| 5.                                                                  | Frankreich  | Brice Feillu (BSE)         | 2 Pkt.  |
| 6.                                                                  | Portugal    | Tiago Machado (TNE)        | 1 Pkt.  |

| Grand Ballon Kategorie 3 nach 127,0 km auf 1336 m 1,4 km bei 8,6 % |             |                         |        |
| 1.                                                                 | Deutschland | Tony Martin (OPQ)       | 2 Pkt. |
| 2.                                                                 | Spanien     | Joaquim Rodríguez (KAT) | 1 Pkt. |